# Hans Carl von Kirchbach
Han(n)s Carl von Kirchbach (* 11. April 1704 in Tauschwitz; † 3. November 1753 in Prieschka) war ein kursächsischer Bergbeamter und seit 1734 Berghauptmann in Freiberg. Er verwaltete zudem zwischen 1736 und 1742 die Stelle des Oberberghauptmanns Curt Alexander von Schönberg.

## Leben und Wirken
Von Kirchbach entstammt dem sächsischen Adelsgeschlecht derer von Kirchbach. Er war ein Sohn von Gottlob Ehrenfried von Kirchbach und dessen Frau Johanna Sophia, geborene von Maltitz. 1724 erbte er von seinem Onkel Andreas Gottfried von Kirchbach das Gut Prieschka und im Jahr darauf das väterliche Gut Tauschwitz mit dem Vorwerk Wichtewitz (Nichtewitz).
Von Kirchbach studierte zwischen 1724 und 1728 an der Universität Leipzig Wirtschaftskunde und Naturwissenschaften. Während des Studiums wurde von Kirchbach am 27. September 1727 Mitglied der Deutschen Gesellschaft und förderte den neuen Thomaskantor Johann Sebastian Bach. Zu seinem Freundeskreis gehörten Johann Christoph Gottsched, Johann Ulrich König und Johann Friedrich May.
Am 13. Oktober 1727 war von Kirchbach Organisator der Trauerfeier für die beim Volk beliebte Kurfürstin Christiane Eberhardine in der Universitätskirche St. Pauli, nachdem sich sowohl die Universität als auch die Stadt Leipzig gescheut hatten, die Feier für die nach dem Übertritt Augusts des Starken zum Katholizismus getrennt von ihrem Mann auf Schloss Pretzsch lebende Kurfürstin auszurichten. Den Auftrag für die Komposition zu einem Text von Gottsched und die Aufführung der Trauermusik vergab er an Bach und brüskierte damit den Musikdirektor der Universitätskirche St. Pauli, Johann Gottlieb Görner. Auf Grund von Görners Beschwerde forderte die Universität von Kirchbach auf, Bach den Auftrag zu entziehen. Schließlich konnte der Streit beigelegt werden, indem auch Görner – wie Bach – eine Zahlung von zwölf Talern erhielt. Bach überarbeitete auch den Text von Gottsched zu einer zehnsätzigen Kantate („Laß, Fürstin, laß noch einen Strahl“, BWV 198), was dieser allerdings missbilligte.
Nach Abschluss des Studiums trat von Kirchbach als Bergamtsassessor in Freiberg in den kursächsischen Staatsdienst ein. Im Jahre 1729 heiratete er Sophia Hedwig Christina Vitzthum von Eckstädt auf Medingen, am 4. September 1732 wurde in Freiberg sein einziger Sohn Hans Carl Wilhelm von Kirchbach geboren. Am 11. November 1732 wurde er zum Berg-Kommissionsrat ernannt und wurde damit zum Beisitzer des Oberbergamtes.
Nach der Pensionierung der Oberberghauptmanns Carl Christian von Tettau wurde der bisherige Berghauptmann Curt Alexander von Schönberg am 26. Januar 1734 zum neuen kursächsischen Oberberghauptmann und von Kirchbach zum Berghauptmann ernannt. Ab 1736 verwaltete von Kirchbach in Abwesenheit des als Generalbergdirektor in russische Dienste abgesandten Oberberghauptmanns von Schönberg zugleich das Amt des ranghöchsten kursächsischen Bergbeamten.
Als im Jahre 1737 in Freiberg auf Betreiben einiger Bergbeamter die Feierlichkeiten zum in jenem Jahr auf einen Montag fallenden Bergstreittag auf den Sonntag, den 21. Juli vorverlegt wurden und dies auch für die Zukunft so eingerichtet werden sollte, löste dies heftige Proteste unter den Bergleuten aus. Am 22. Juli 1737 besetzten Bergleute das Oberbergamtshaus in Freiberg und nötigten von Kirchbach und weitere Bergbeamte auf dem Schlossplatz zur Abgabe einer schriftlichen Versicherung des Streittages. Die Untersuchungen gegen die beteiligten Bergleute führten am 11. November zu einem erneuten Tumult, bei dem die Bergbrüderschaft das Oberbergamtshaus stürmte und den Berghauptmann erneut auf den Schloßplatz führte. Als am 13. Dezember 1738 ein erneuter Auflauf von aufgebrachten Bergleuten vor dem Oberbergamtshaus in der Kirchgasse erfolgte, floh von Kirchbach nach Dresden und soll dort um seine Demission gesucht haben.
Zwischen 1742 und 1745 nahm der neu ernannte Oberbergamts-Director Caspar Siegmund von Berbisdorff die Geschäfte des Oberberghauptmanns wahr.
1750 mutete von Kirchbach auf einem durch Rutengänger aufgefundenen Gang, der den Namen Kirchbachs Hoffnung erhielt, beim Zollhaus Bieberstein zunächst das Berggebäude Hanns Carls Belohnte Hoffnung Erbstolln und Fundgrube bei Reinsberg, zu dem er im selben Jahre noch das Beilehn Emanuel Erbstolln hinzuverliehen bekam. Den Hanns Carls Belohnte Hoffnung Erbstolln betrieb von Kirchbach auf eigene Rechnung als Eigenlöhner, seit 1752 war der Betrieb wieder eingestellt und die Stolln wurden bis zu seinem Tode in Fristen gehalten. 1754 wurde das ins Freie gefallene Berggebäude wieder aufgenommen und unter dem Namen Emanuel samt Hanns Carls Belohnte Hoffnung Erbstolln durch eine Gewerkschaft betrieben.
Im Jahre 1753 verstarb der Berghauptmann von Kirchbach auf seinem Gut Prieschka. Seine letzte Ruhestätte fand er in Belgern im Kirchbachschen Erbbegräbnis an der Bartholomäuskirche.
Die Güter erbte sein einziger Sohn Hans Carl Wilhelm von Kirchbach († 1794).

## Publikationen
- Die nöthige Verbindung der Beredsamkeit mit der Gelehrsamkeit wurde bey der Aufnahme in die Deutsche Gesellschaft zu Leipzig den 27 Sept. MDCCXXVII. in folgender Antritts-Rede erwiesen. Leipzig 1727, 11532017 im VD 18.